# 34. dobrovolnická granátnická divize SS „Landstorm Nederland“
34. Freiwilligen-Waffen Grenadier Division der SS „Landstorm Nederland“ vznikla 10. února 1945 z brigády „Landstorm Nederland“. Tato divize se skládala převážně z nizozemských dobrovolníků, zejména členů místní nacistické strany Nationaal-Socialistische Beweging. Divize stěží dosáhla síly neúplné brigády. Ihned se zapojila do obrany Rýna společně s Fallschirmjäger-Regiment 7 v provincii Gelderland u města Rhenen. Zde se střetla s Královskou nizozemskou motorizovanou brigádou "Prinses Irene", 49.(West Riding) pěší divizí a několika kanadskými formacemi.
V březnu 1945 divize kladla odpor v okolí vesnic Oosterbeek a Otterlo. Časem se začal zvyšovat počet dezertérů. Plánované spiknutí, při kterém měli být zabiti někteří důstojníci a divize se měla vzdát spojencům, se nepodařilo. Proběhl polní soud a viníci byli zastřeleni. Většina divize se vzdala spojencům 5. května 1945. Malá jednotka fanatiků bojovala u vesnice Veenendaal až do 9. května 1945, kdy se vzdala 49. divizi. Poté byli příslušníci divize pro kolaboraci uvězněni a někteří bez soudu, v rámci aktů pomsty, zavražděni.
Divize spáchala koncem války několik zvěrstev. Na většině se podílel 84. pluk divize. Převážně se jednalo o popravy nevinných nizozemských civilistů.

## Velitelé
- SS-Oberfüher Viktor Knapp (11. květen 1943 – 1. duben 1944)
- SS-Obersturmbannführer Albert Doerheit (1. duben 1944 – 5. listopad 1944)
- SS-Oberführer Martin Kohlroser (2. listopad 1944 – 8. květen 1945)

### Náčelník štábu
- SS-Sturmbannführer Paul Kuhlmeyer (10. únor 1945 – 1. březen 1945)
- SS-Hauptsturmführer Friedrich-Christian Ziegler (? duben 1945 – ? květen 1945)

### Proviantní důstojník
- SS-Hauptsturmführer Hermann Lorenscheidt (10. únor 1945 – 1. březen 1945)

## Bojová sestava
- SS-Freiwilligen-Grenadier-Regiment 83 (Niederlandische Nr.3) (83. dobrovolnický pluk granátníků SS (Nizozemský č. 3)
- SS-Freiwilligen-Grenadier-Regiment 84 (Niederlandische Nr.4) (84. dobrovolnický pluk granátníků SS (Nizozemský č. 4)
- SS-Artillerie-Regiment 60 (60. pluk polního dělostřelectva SS)
- SS-Panzerjäger-Abteilung 60 (60.oddíl stíhačů tanků SS)
- SS-Feldersatz Bataillon 60 (60. pohotovostní prapor SS)
- SS-Feldgendarmerie-Trupp 60 (60. četa polního četnictva SS)
- SS-Versorgungs-Regiment 60 (60. zásobovací pluk SS)
- SS-Pionier-Kompanie 60 (60. ženijní rota SS)
- SS-Nachrichten-Abteilung 60 (60. zpravodajský oddíl SS)
- Werkstattkompanie (údržbářská rota)